# Fundulus
Fundulus – rodzaj ryb karpieńcokształtnych z rodziny Fundulidae.

## Klasyfikacja
Gatunki zaliczane do tego rodzaju:
| - Fundulus albolineatus - Fundulus bermudae - Fundulus bifax - Fundulus blairae - Fundulus catenatus - Fundulus chrysotus - Fundulus cingulatus - Fundulus confluentus - Fundulus diaphanus - Fundulus dispar - Fundulus escambiae - Fundulus euryzonus - Fundulus grandis - Fundulus grandissimus - Fundulus heteroclitus – przydenka żebrowata, fundulus - Fundulus jenkinsi - Fundulus julisia - Fundulus kansae - Fundulus lima | - Fundulus lineolatus - Fundulus luciae - Fundulus majalis - Fundulus notatus - Fundulus nottii - Fundulus olivaceus - Fundulus parvipinnis - Fundulus persimilis - Fundulus philpisteri - Fundulus pulvereus - Fundulus rathbuni - Fundulus relictus - Fundulus rubrifrons - Fundulus sciadicus - Fundulus seminolis - Fundulus similis - Fundulus stellifer - Fundulus waccamensis - Fundulus zebrinus |

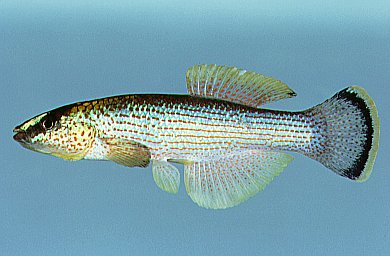
Fundulus catenatus
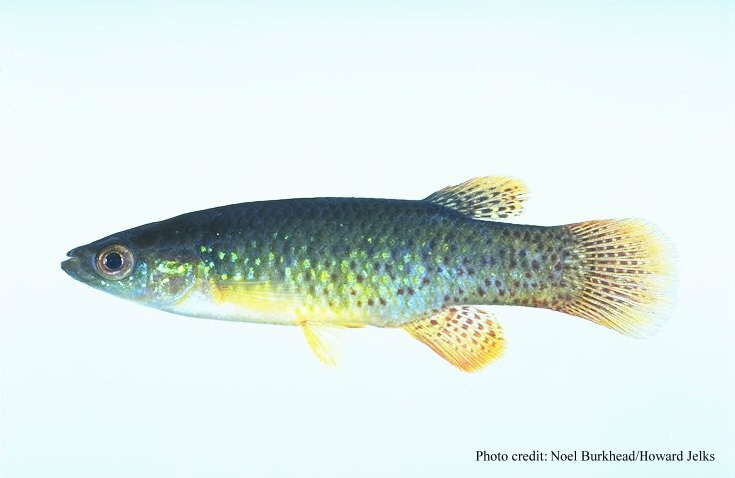
Fundulus chrysotus
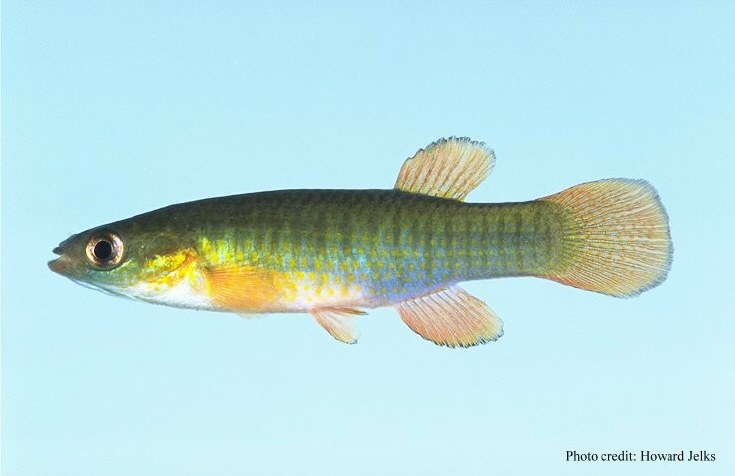
Fundulus cingulatus
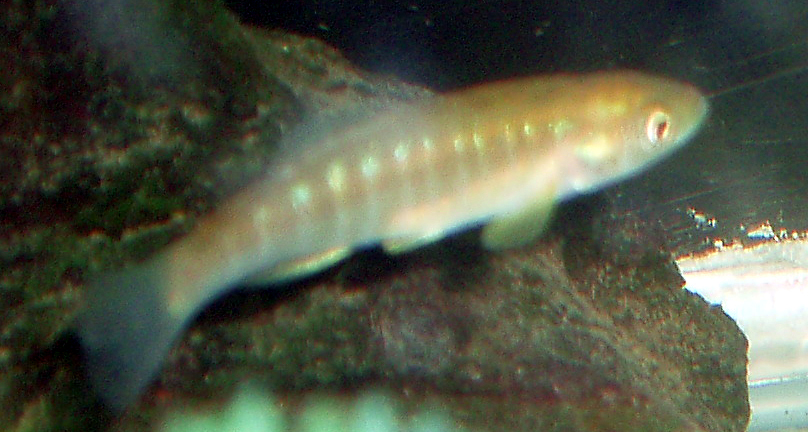
Fundulus diaphanus
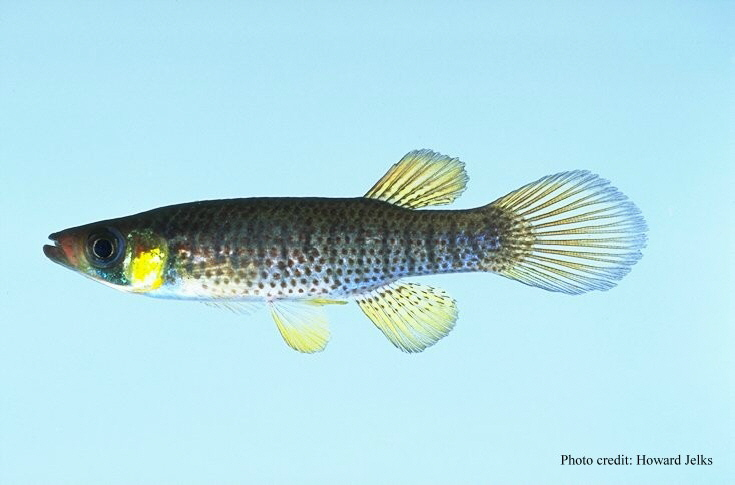
Fundulus escambiae
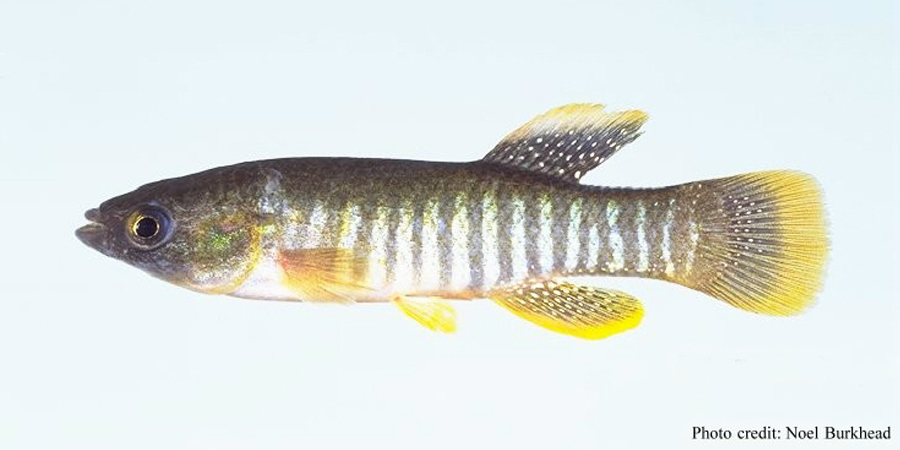
Fundulus grandis
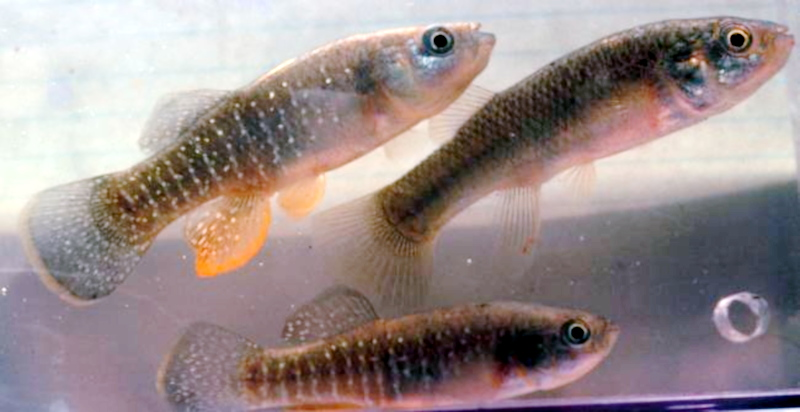
Fundulus heteroclitus
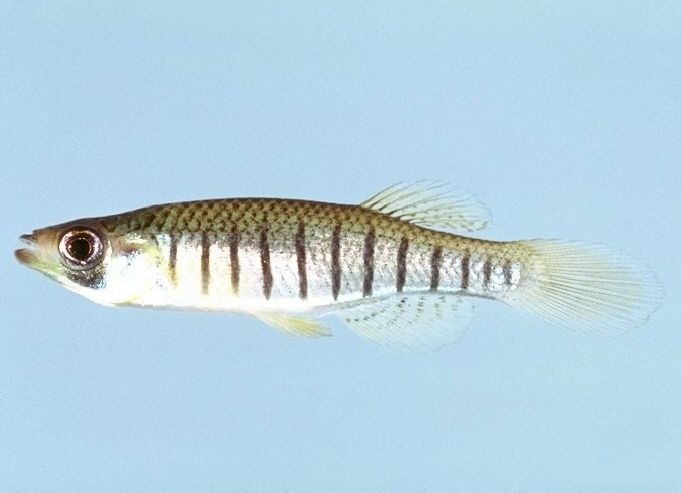
Fundulus lineolatus
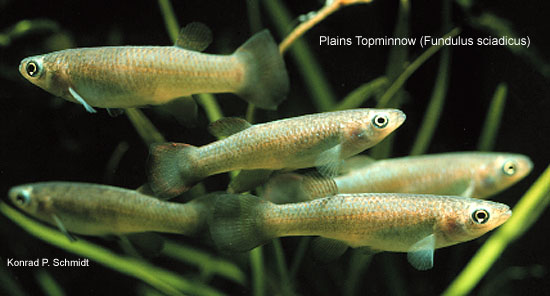
Fundulus sciadicus
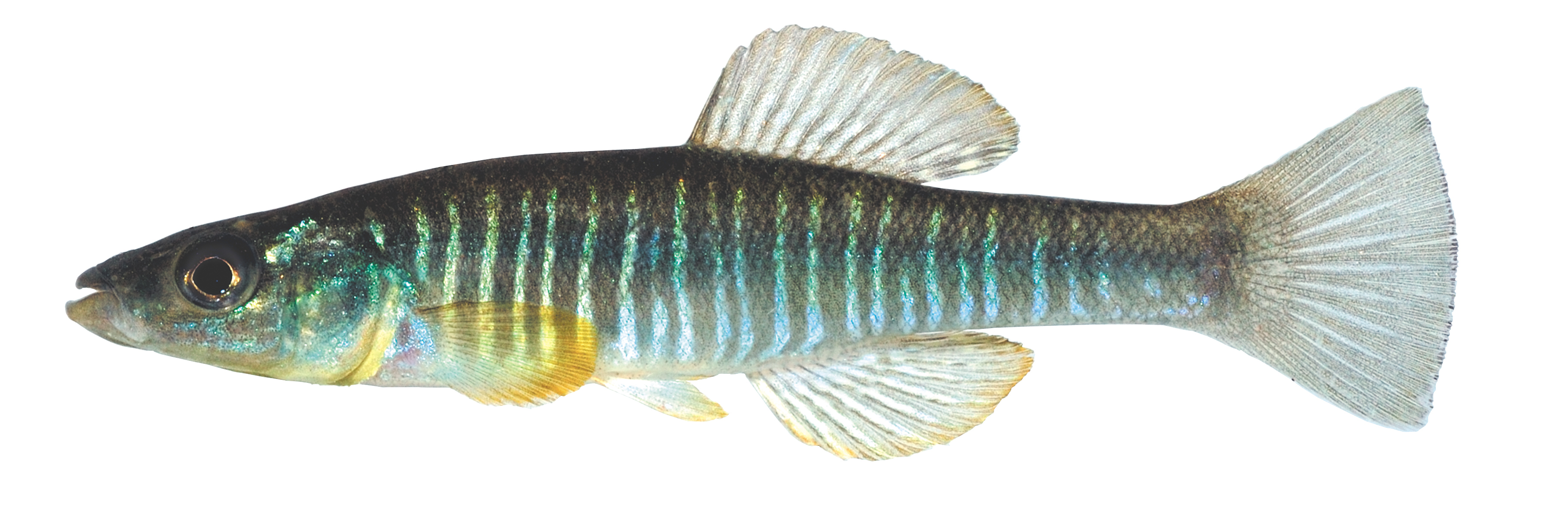
Fundulus waccamensis